# Amphiasma
- Commons
- Wikispecies

Amphiasma Bremek.  é um género botânico pertencente à família Rubiaceae.

## Espécies
- Amphiasma assimile
- Amphiasma benguellense
- Amphiasma divaricatum
- Amphiasma gracilicaule
- Amphiasma luzuloides
- Amphiasma merenskyanum
- Amphiasma micranthum
- Amphiasma redheadii
- Amphiasma robijnsii